# Mashi
Mashi è una città della Repubblica Federale della Nigeria appartenente allo stato di Katsina. È il capoluogo dell'omonima area a governo locale (local government area) che si estende su una superficie di 905 km² e conta una popolazione di 173.134 abitanti.